# Concești
Concești est une commune du județ de Botoșani en Roumanie.